# یابوونووو (استان ماسوویان)
یابوونووو (به لاتین: Jabłonowo) یک روستا در لهستان است که در گمینا لشنووولا واقع شده‌است.